# 白茶
白茶（はくちゃ、パイチャ）は、主に中華人民共和国の中国茶における分類（六大分類）の1つである。軽発酵茶。

## 概要
種類も少なく、生産量も少ない中国茶である）。
中国茶の中でも最も製造工程がシンプルな茶が白茶である。
摘まれた茶葉を薄く広げて放置することで、茶葉の水分を蒸発させて酵素の働きを高める。この作業工程を「萎凋」と呼ぶ。「萎凋」の時間を長くとることで、発酵がわずかに進む。その後は、茶葉を揉んだり形を整えることはせずに、そのまま乾燥させる。こういった作業工程のため、白茶の茶葉には自然な形が残っている。
工程がシンプルで、人間の手を積極的に加えないため、気候などの自然条件や茶葉の状態が出来上がりの良し悪しを左右するため、それらを判断する作り手の経験が重要となってくる。
味は繊細でやさしく、果実にも似たほのかな甘い香りが特徴である。
茶葉には新芽が使用されることが多く、新芽に白い産毛がある品種が多いため、「白茶」と呼ばれる。

## 効能
医食同源の観点から中国においては茶は「涼性」と「温性」に分けられる。緑茶や白茶といった発酵状態が低い茶は「涼性」に分類され、主に暑い季節に飲まれる。身体の冷えは「万病のもと」とも言われるため、特に女性は身体を冷やさないよう、緑茶や白茶は飲むタイミングに気を付けている人も多い。
中国では白茶には解熱作用があると信じられており、特に幼児の麻疹の熱さまし対しては抗生剤よりも白茶のほうが良いとする人も多く、常備薬として白茶を備えている家庭も多い。

## 代表的な茶葉
代表的な白茶として「白毫銀針」、「白牡丹」、「寿眉」などがある。
黒茶によくみられる緊圧茶の形状にされて販売される白茶も増えてきている。「福鼎白茶」（福建省福鼎市）など。

## 歴史
宋の時代に皇帝の徽宗が記した茶書『大観茶論』には白茶についての記述がある。ただし、この時代の茶は団茶であり、現在の散茶とは異なる。
清の時代、嘉慶元年（1796年）に若芽で銀針を製造するようになり、1855年に福鼎大白茶から白毫銀針を製造するようになって、現在の白茶の製法が定着した。

## 定義
白茶は一般的には弱発酵茶（発酵度が非常に浅い段階で自然乾燥させた茶）として説明される事が多い。ただし茶業における「発酵」は酵素による酸化を指し、生化学的な意味での「発酵」ではない。
一方、茶類の分類を定義を定めた「ISO 20715:2023 Tea — Classification of tea types」では白茶を製法の観点から以下のように定義している：
tea (3.2) derived solely and exclusively, and produced by acceptable processes, by harvesting and a single withering/drying stage of the bud or bud and tender shoots (one to three leaves) of varieties of the species Camellia sinensis (L.) O. Kuntze, known to be suitable for making tea for consumption as a beverage
（試訳）Camellia sinensis (L.) O. Kuntze—飲料として消費される茶を作るのに適していることが知られている—の変種の芽もしくは芽と柔らかい苗条（1つから3つの葉）から、容認できる工程、すなわち収穫し一度の萎凋/乾燥をする段階によって唯一かつ排他的に得られ、製造された茶（茶の定義は3.2章を参照）。—ISO 20715:2023
Tea — Classification of tea types

## 日本での知名度
日本ではあまり飲まれない珍しいお茶だが、『アサヒ 白茶』（アサヒ飲料、2005年）、『本茶房 白いお茶』（大塚ベバレジ、2006年）、『アサヒ 白烏龍』（アサヒ飲料、2009年、白茶と烏龍茶のブレンド）、『ジャワティストレート ホワイト』（大塚食品、2012年）などのペットボトル飲料も発売されている。なお、インドやスリランカでもここ数年、差別化・ブランド化の一環として白茶生産を開始する事例が出てきた。